# 于紫菲
于紫菲（1958年1月1日—），中国海政歌舞团女主持人，父亲出身于基层干部，现任职于海政文工团节目主持人、国家一级演员。

## 经历&主持节目
- 2010年中国人民解放军海军成立60周年歌舞晚会
- 2012年中俄海军联合军演文艺演出
- 2013年中朝老兵联谊会

### 影视作品
- 2015年《开罗宣言》饰宋蔼龄
- 2016年《遵义会议》饰宋美龄